# Аурихерланд

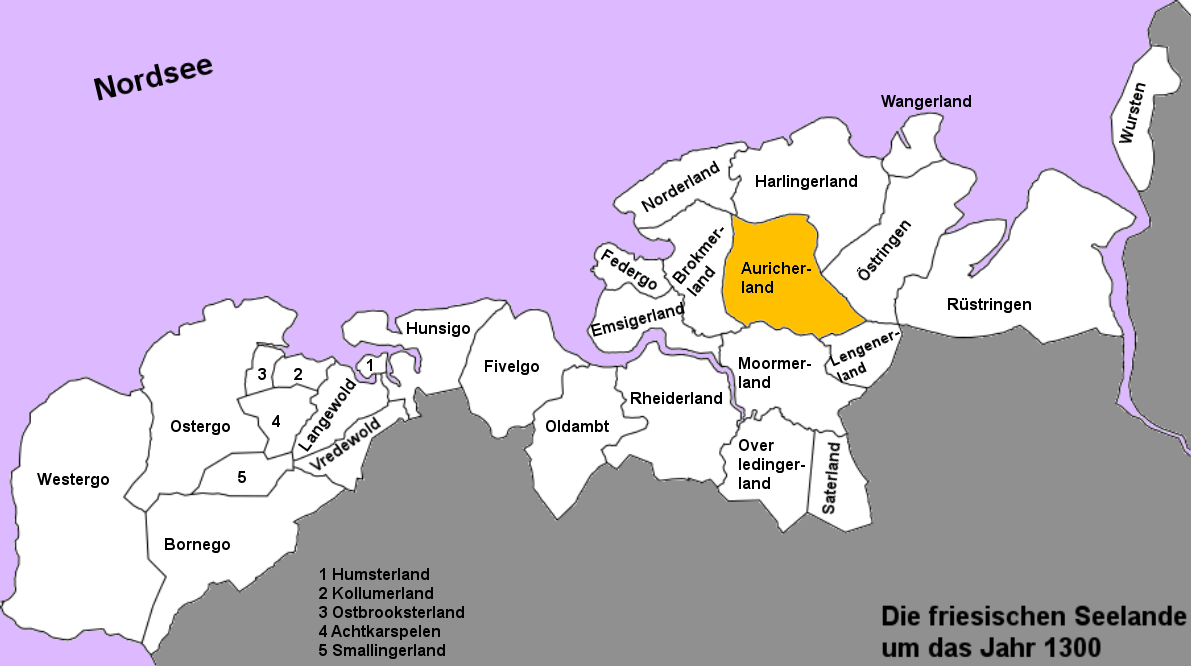
Аурихерланд около 1300 года

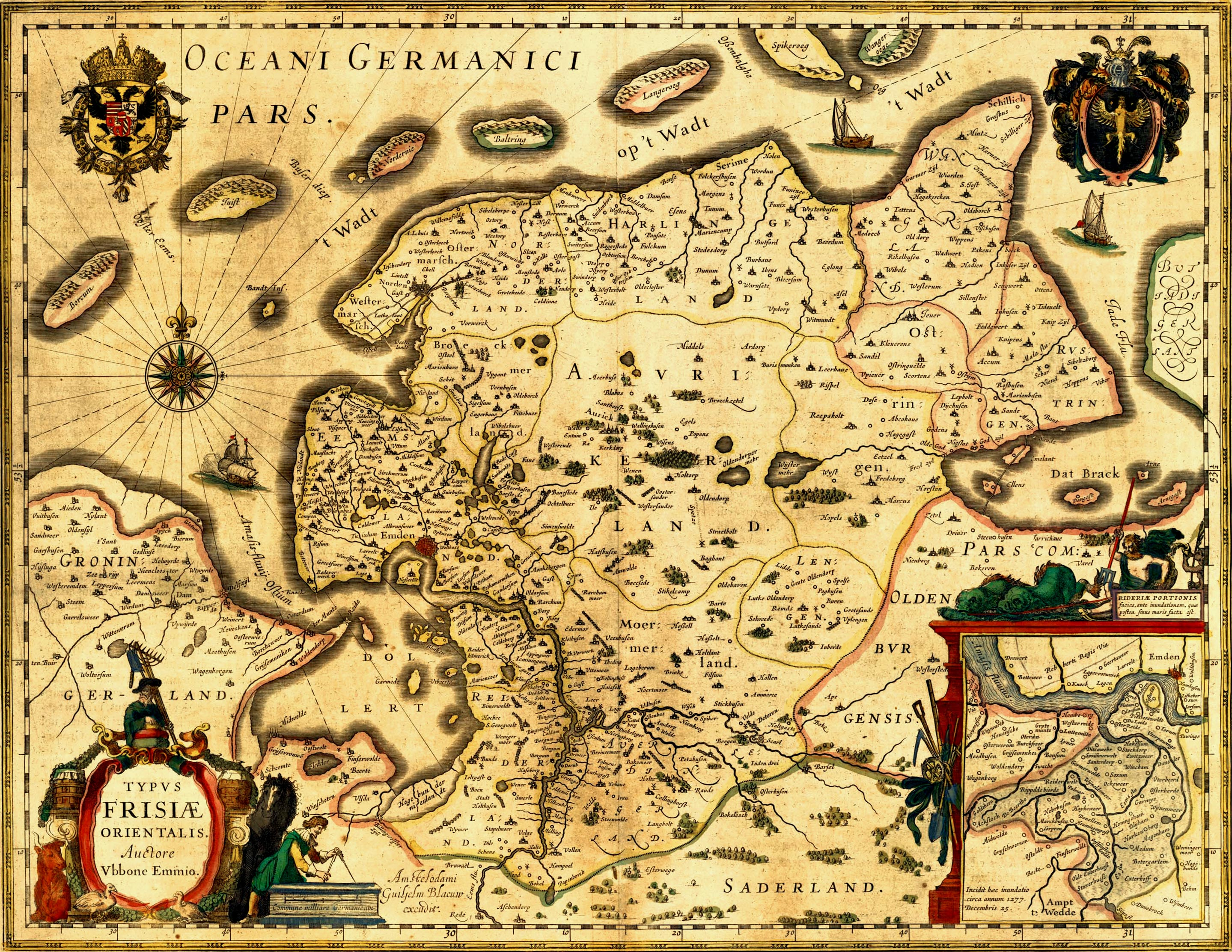
Восточная Фризия около 1600 года, согласно описания Уббо Эммиуса

Аурихерланд — это историческая область в Германии, расположенная в центре Восточной Фризии, которая включает в себя обширную территорию вокруг города Аурих.
Аурихерланд граничит на западе с Брокмерландом, на севере с Нордерландом и Харлингерландом, на востоке с Эстрингеном и на юге с Ленгенерландом и Мормерландом.
В регионе недалеко от Ауриха находилось священное дерево Упстальсбом, которое в период «фризской свободы» служило местом собрания представителей фризских земель. Они ежегодно съезжались туда, чтобы обсудить политические и юридические вопросы фризского народа.
В конце XIII века Аурихерланд присоединился к Брокмерланду и сформировал четвёртый регион его территории. После окончания правления хофтлингов рода том Брок в 1450 году Аурихерланд снова отделился от Брокмерланда.